# Distretto di Chimtal
Il distretto di Chimtal è un distretto dell'Afghanistan appartenente alla provincia di Balkh. Viene stimata una popolazione di 46 715 abitanti (stima 2016-17).